# Цимбалюк Андрій Григорович
Цимбалюк Андрій Григорович (нар. 14 грудня 1922, с. Багринівці Літинського району Вінницької області– 3 жовтня 1943) — вояк Червоної Армії. Герой Радянського Союзу. Гвардієць-артилерист.

## Біографія
- Народився в сім'ї селян, українець.
- В Червоній Армії з 1940[1] року. В роки Великої Вітчизняної війни воював на Західному та Воронізькому фронтах.

Командир гармати 22-ї гвардійської мотострілецької бригади (6-й гвардійський танковий корпусу, 3-я гвардійська танкова армія, Воронізький фронт) гвардії сержант Цимбалюк Андрій Григорович з розрахунком гармати 24 вересня 1943 року прикривав вогнем переправу підрозділів бригади через р. Дніпро в районі села Григорівка Канівського району Черкаської області.
- 3 жовтня 1943 року при відбитті контратаки противника на плацдармі відважний гвардієць-артилерист загинув смертю хоробрих. Похований в братській могилі села Григорівка.
- Указом Президіуму Верховної Ради СРСР від 10 січня 1944 року за зразкове виконання бойових завдань командування на фронті боротьби з німецько-фашистськими загарбниками та проявлену при цьому мужність та героїзм гвардії сержанту ЦИМБАЛЮКУ Андрію Григоровичу посмертно присвоєно звання Героя Радянського Союзу[2]. Нагороджений Орденом Вітчизняної війни II ступеня[1] i  орденом Леніна.
- На честь вшанування пам'яті Героя названа вулиця та школа в його рідному селі Багринівці, в місцевій школі встановлено погруддя.